# فهرست آثار ملی شهرستان گراش

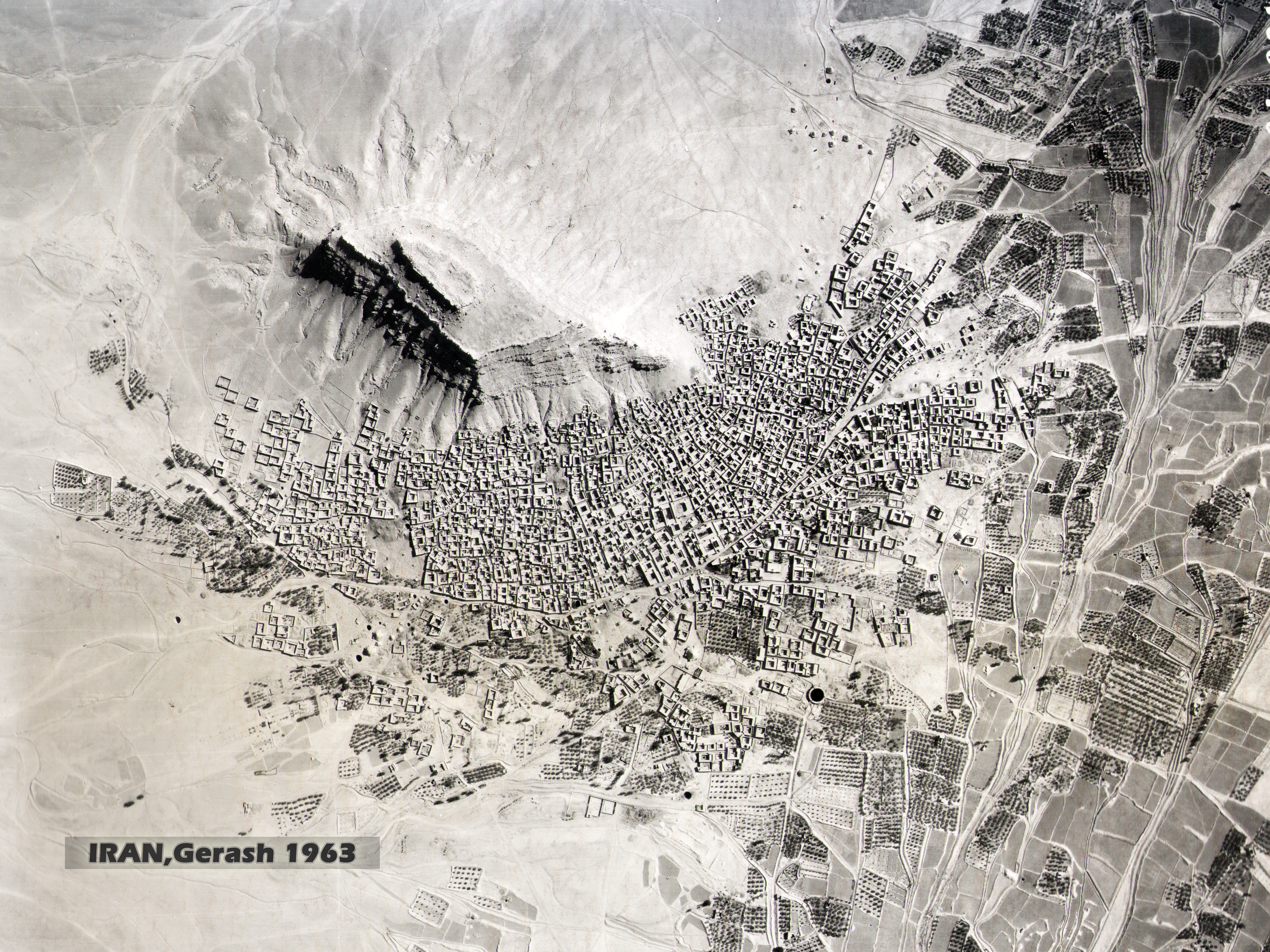
گراش در سال ۱۳۴۳. بیشتر آثار تاریخی شهر گراش در بافت قدیمی آن قرار گرفته‌اند.

شهرستان گراش یکی از شهرستان‌های استان فارس است. این شهرستان از دو بخش گراش و ارد تشکیل شده و شهر گراش مرکز آن است. ۲۱ اثر ملموس و ۱ اثر ناملموس در شهرستان گراش به ثبت ملی رسیده‌اند.

## آثار ملموس
| ر       | نام                             | تصویر | قدمت                        | شمارهٔ ثبت | تاریخ ثبت  | موقعیت                                           |
| بناها   | بناها                           | بناها | بناها                       | بناها     | بناها      | بناها                                            |
| ------- | ------------------------------- | ----- | --------------------------- | --------- | ---------- | ------------------------------------------------ |
| ۱       | هفت‌برکه                         |       | قاجاری                      | ۱۳۲۷      | ۱۳۵۵/۱۰/۰۶ | گراش، خیابان هفت‌برکه                             |
| ۲       | سد گمپو                         |       | ساسانی                      | ۲۲۸۸      | ۱۳۷۸/۰۱/۰۹ | بخش مرکزی، دهستان فداغ، ۵ کیلومتری جادهٔ محمدزینا |
| ۳       | برکهٔ کل                         |       | قاجاری                      | ۳۲۹۲      | ۱۳۷۹/۱۲/۲۵ | گراش، محلهٔ مصلی                                  |
| ۴       | کاروانسرای برمیر                |       | قاجاری                      | ۳۳۹۵      | ۱۳۷۹/۱۲/۲۵ | بخش مرکزی، کیلومتر ۱۰ جادهٔ گراش-چک‌چک             |
| ۵       | سد تنگ آب                       |       | ساسانی                      | ۳۴۰۲      | ۱۳۷۹/۱۲/۲۵ | بخش مرکزی، کیلومتر ۲ جادهٔ گراش-چک‌چک، جادهٔ تنگ آب |
| ۶       | برکهٔ حاج اسدالله                |       | قاجاری                      | ۳۴۰۶      | ۱۳۷۹/۱۲/۲۵ | گراش، خیابان شهدای بیدله                         |
| ۷       | قلعهٔ گراش                       |       | ساسانی تا قرون میانهٔ اسلامی | ۱۰۵۰۲     | ۱۳۸۲/۰۸/۰۲ | گراش، بالای کوه کلات                             |
| ۸       | مسجد جامع گراش                  |       | قاجاری                      | ۱۲۷۱۲     | ۱۳۸۴/۰۵/۱۹ | گراش، محلهٔ پاقلعه                                |
| ۹       | حسینیهٔ سنگ‌آوی                   |       | قاجاری                      | ۱۲۷۲۲     | ۱۳۸۴/۰۵/۱۹ | گراش، محلهٔ پاقلعه                                |
| ۱۰      | مسجد آخوند                      |       | صفوی                        | ۱۲۷۶۵     | ۱۳۸۴/۰۵/۱۹ | گراش، محلهٔ پاقلعه                                |
| ۱۱      | کُنار زیارت                      |       | صفوی                        | ۱۲۷۷۱     | ۱۳۸۴/۰۵/۱۹ | بخش مرکزی، کیلومتر ۱۲ جادهٔ گراش-چک‌چک             |
| ۱۲      | حمام دَهباشی                     |       | قاجاری                      | ۳۰۹۱۰     | ۱۳۹۱       | گراش، خیابان شهدای بیدله                         |
| ۱۳      | تل خندق ماخرد                   |       | ساسانی تا قرون میانهٔ اسلامی | ۳۰۹۱۳     | ۱۳۹۱       | بخش مرکزی، دهستان خلیلی                          |
| ۱۴      | خانهٔ شهیدان عظیمی               |       | پهلوی                       | ۳۰۹۱۷     | ۱۳۹۱       | گراش، خیابان هفت‌برکه                             |
| ۱۵      | پنج‌برکه                         |       | قاجاری                      | ۳۲۵۵۵     | ۱۳۹۸/۰۵/۱۹ | گراش، خیابان حضرت ابوالفضل                       |
| ۱۶      | آب‌انبارهای سعیدا                |       | قاجاری                      | ۳۲۵۶۸     | ۱۳۹۸/۰۵/۱۹ | بخش مرکزی، دهستان فداغ                           |
| ۱۷      | مسجد سیف‌الدین                   |       | صفوی                        | ۳۲۵۷۷     | ۱۳۹۸/۰۵/۱۹ | گراش، محلهٔ پاقلعه                                |
| ۱۸      | خانهٔ علی‌پور                     |       | پهلوی اول                   | ۳۲۶۲۰     | ۱۳۹۸/۰۶/۲۴ | گراش، محلهٔ پاقلعه                                |
| ۱۹      | چهارانبار ارد                   |       | قاجاری                      | ۳۲۶۲۳     | ۱۳۹۸/۰۶/۲۴ | بخش ارد                                          |
| تپه‌ها   |                                 |       |                             |           |            |                                                  |
| ۲۰      | بئر گال                         |       | ساسانی تا قرون میانهٔ اسلامی | ۳۱۴۹۲     | ۱۳۹۵/۰۲/۲۲ | گراش، حومهٔ جنوب غربی شهر                         |
| محوطه‌ها |                                 |       |                             |           |            |                                                  |
| ۲۱      | محوطهٔ باستان‌شناسی تل خندق ماخرد |       | ساسانی تا قرون میانهٔ اسلامی | ۳۱۶۸۱     | ۱۳۹۵/۱۲/۱۵ | بخش مرکزی، دهستان خلیلی                          |

## آثار ناملموس
| ر | نام                | تصویر | شمارهٔ ثبت | تاریخ ثبت |
| - | ------------------ | ----- | --------- | --------- |
| ۱ | عروسک‌های محلی گراش |       | ۱۴۶۲      | ۱۳۹۶      |